# Nikolaï Grabbe
 (juin 2022).
Si vous disposez d'ouvrages ou d'articles de référence ou si vous connaissez des sites web de qualité traitant du thème abordé ici, merci de compléter l'article en donnant les références utiles à sa vérifiabilité et en les liant à la section « Notes et références ».
Nikolaï Karlovitch Grabbe (en russe : Николай Карлович Граббе), né à Moscou (RSFS de Russie) le 19 décembre 1920 et mort dans cette ville le 12 juin 1990, est un acteur soviétique de cinéma.

## Biographie
Nikolaï Grabbe est diplômé de l'Institut national de la cinématographie en 1943. Il commence sa carrière à la société de production et de distribution de films Soyuzdetfilm qui en 1948 est renommée en Gorki Film Studio. À partir de 1967, il travaille au Théâtre national d'acteur de cinéma. Au cinéma, il apparait dans les petits rôles, voire comme figurant. Il est également acteur de doublage pour l'adaptation en russe de films étrangers.
L'acteur est inhumé dans le caveau familial au cimetière Vagankovo.

### Vie privée
Nikolaï Grabbe s'est marié avec Margarita Doktorova (1921-2003), comédienne au Théâtre de la Taganka. Leurs enfants, Alekseï Grabbe (2 juin 1947) et Ekaterina Grabbe (7 septembre 1954 - 11 juillet 1998) ont travaillé tous deux au Théâtre de la Taganka.

## Filmographie sélective
- 1943 : Nous, de l'Oural (Мы с Урала) de Lev Koulechov et Alexandra Khokhlova : Pavka Drozdov
- 1948 : La Jeune Garde (Молодая гвардия) de Sergueï Guerassimov : allemand
- 1956 : Derrière la vitrine du super marché (За витриной универмага) de Samson Samsonov : agent de police
- 1957 : L'Orage de Mikhail Dubson
- 1960 : L'Aspirant Panine (Мичман Панин) de Mikhaïl Schweitzer : marin Risman
- 1962 : Neuf jours d'une année (Девять дней одного года) de Mikhaïl Romm : Vassili
- 1964 : Adieu, les gosses ! (До свидания, мальчики) de Mikhaïl Kalik : commandant
- 1966 : Les Ailes (Крылья) de Larisa Shepitko : Konstantin Mikhaïlovitch
- 1966 : Andreï Roublev (Андрей Рублёв) d'Andreï Tarkovski : Stepan, centurion du grand-duc
- 1970 : La Gare de Biélorussie (Белорусский вокзал) d'Andreï Smirnov
- 1974 : L'Obier rouge (Калина красная) de Vassili Choukchine : directeur du pénitencier
- 1975 : Quand arrive septembre (Когда наступает сентябрь) de Edmond Keossaian : Mikhaïl Ivanovitch
- 1975 : Afonia (Афоня) de Gueorgui Danielia : Vladimir Nikolaïevitch
- 1978 : Mimino (Мимино) de Gueorgui Danielia : ami de Volokhov